# Met de kennis van nu
Met de kennis van nu is een humoristische wetenschapquiz die vanaf 2011 een aantal keer jaarlijks werd uitgezonden door de Nederlandse omroeporganisatie NTR in de laatste week van het jaar. Het televisieprogramma blikt terug op het afgelopen wetenschappelijk jaar en wordt gepresenteerd door Rob Urgert en Joep van Deudekom.

## Deelnemers
29 december 2011
- Diederik Jekel
- Diederik Samsom
- Diederik van Vleuten

29 december 2012
- Arjen Lubach
- Hans Sibbel
- Ionica Smeets

30 december 2013
- Paulien Cornelisse
- Peter Heerschop
- Lieven Scheire